# حوزه اقلیدسی

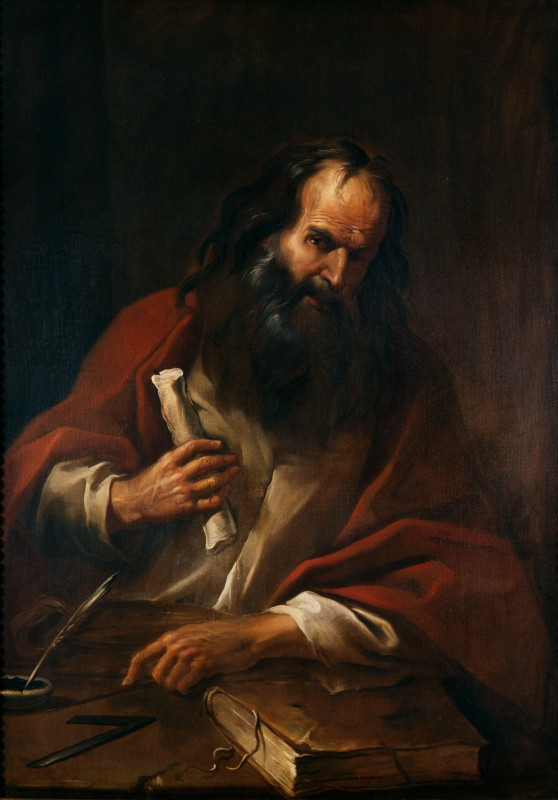
تصویری از ارشمیدوس

در ریاضیات، به‌خصوص در نظریه حلقه‌ها، حوزه اقلیدسی (به انگلیسی: Euclidean Domain)، حوزه صحیحی است که مجهز به یک تابع اقلیدسی باشد، که تعمیم همان الگوریتم تقسیم اعداد صحیح است. از این الگوریتم تعمیم یافته اقلیدسی می توان مثل همان الگوریتم تقسیم عادی اعداد صحیح استفاده کرد: در هر حوزه اقلیدسی، می توان الگوریتم اقلیدسی را برای محاسبه بزرگترین مقسوم علیه مشترک هر دو عنصر به کار برد. به‌خصوص، بزرگترین مقسوم علیه مشترک هر دو عنصر وجود داشته و می توان آن را به صورت ترکیب خطیشان نوشت (قضیه بزو). همچنین هر ایده‌آل در یک حوزه اقلیدسی، اصلی است، که تعمیم قضیه اساسی حساب را نتیجه می دهد: هر حوزه اقلیدسی یک حوزه تجزیه یکتاست.
مقایسه حوزه‌های اقلیدسی با دسته بزرگتری از حوزه ایده‌آل اصلی (PID ها) مهم است. یک PID دلخواه، تقریباً همان "خواص ساختاری" یک حوزه اقلیدسی (یا حتی حلقه اعداد صحیح) را داراست، در حالی که تقسیم اقلیدسی شناخته شده است، می توان از الگوریتم اقلیدسی و اتحاد بزو نیز استفاده کرد. به‌خصوص، وجود الگوریتم‌های کارا برای تقسیم اقلیدسی اعداد صحیح و چندجمله ای های تک متغیره روی میدان ها، از اهمیت بنیادی در جبر رایانه‌ای برخوردار است.
بنابر این، اگر حوزه صحیحی چون R داده شده باشد، اغلب دانستن تابع اقلیدسی R بسیار مفید خواهد بود: به طور ویژه، وجود چنین تابعی دلالت بر PID بودن R دارد. با این حال، اگر هیچ تابع اقلیدسی واضحی وجود نداشته باشد، تعیین این که R یک PID است یا خیر، اغلب مسئله راحت تری است تا تعیین این که آیا یک حوزه اقلیدسی است یا نه.
حوزه اقلیدسی را می توان در زنجیره شمول زیر مشاهده نمود:
رونگ‌ ⊃ حلقه ⊃ حلقه جابه‌جایی ⊃  حوزه صحیح ⊃ حوزه بسته صحیح ⊃ حوزه ب.م.م. ⊃ حوزه تجزیه یکتا ⊃ حوزه ایده‌آل اصلی ⊃ حوزه اقلیدسی ⊃ میدان ⊃ میدان بسته جبری